# Sicherheitspaket
Von den Befürwortenden als Sicherheitspaket und von Kritikern als Überwachungspaket werden die in Österreich im Frühjahr 2018 beschlossenen Gesetzesänderungen bezeichnet, die das Strafprozessrecht, das Sicherheitspolizeigesetz (SPG), die Straßenverkehrsordnung (StVO) und das Telekommunikationsgesetz 2003 (TKG 2003) betreffen. Sie führt einige Online-Durchsuchungs-Maßnahmen ein respektive weitet diese aus und trifft Regelungen zum behördlichen Umgang mit Überwachungsdaten.

## Rechtsgrundlagen
Ziele der Novelle sind laut Gesetzgeber „Ausbau der technischen Ermittlungsmöglichkeiten, Stärkung des Sicherheitsgefühls durch bürgernahe Polizeiarbeit, adäquate Kostentragung bei mutwillig verursachten sicherheitspolizeilichen Einsätzen;“

### Änderung des Sicherheitspolizeigesetzes, der Straßenverkehrsordnung 1960 und des Telekommunikationsgesetzes 2003
Die Hauptmerkmale dieses Gesetzes sind:
- Sicherheitsforen – „Plattformen [der Sicherheitsbehörden] auf regionaler Ebene unter Beiziehung von Menschen, die an der Erfüllung von Aufgaben im öffentlichen Interesse mitwirken, in deren Rahmen erforderliche Maßnahmen erarbeitet und koordiniert werden“ (§ 25 Abs. 1 SPG, per Art. 1 Nr. 12 BGBl. I Nr. 29/2018)
- Herausgabepflicht für Bildaufnahmen der Videoüberwachungen im öffentlichen Raum – für öffentliche Rechtsträger und Privatorganisationen mit öffentlichem Versorgungsauftrag, einschließlich Speicherung derselben auf Anordnung (Quick Freeze; § 93a Informationspflicht bei Bildaufnahmen an öffentlichen Orten SPG; per Art. 1 Nr. 78)
- Kennzeichenerfassung – mit gewissen Fahrzeug- und Lenkerdaten (§ 54 Abs. 4b SPG per Art. 1 Nr. 26; und § 98a StVO per Art. 2)
- Abschaffung anonymer SIM-Karten – Wertkartenregistrierung, mit Ausweispflicht bei Neukauf (§ 97 Abs. 1a TKG per Art. 3)

Außerdem wurden die Bestimmungen bezüglich Datenerfassung und -speicherung durch die Sicherheitsbehörden strenger geregelt.

### Strafprozessrechtsänderungsgesetz 2018
Die Hauptmerkmale dieses Gesetzes sind:
- Gesetzliche Regelung für den Einsatz von Mobiltelefon-Ortung (IMSI-Catcher, § 135 Abs. 2a und 2b StPO, per Art. 1 Nr. 15 BGBl. I Nr. 27/2018)
- Einschränkung des Briefgeheimnisses, Bundestrojaner – Beschlagnahme von Briefen, Anpassung an die Regelungen der Überwachung der Telekommunikation; und Methoden zur Überwachung verschlüsselter Nachrichten (§ 135 und § 135a StPO, per Art. 1 Nr. 8 ff)
- Ausweitung von Lauschangriff und optischer Überwachung in Fahrzeugen auf Ermittlungen zu Terrorismusstraftaten (d. i. §§ 278c bis 278e StGB; § 1366 StPO,  per Art. 1 Nr. 18)

Außerdem wurde der Begriff Überwachung von Nachrichten erstmals „eigenständig und aussagekräftig“ definiert.

## Geschichte
Der Vorschlag für die Änderung der Strafprozessordnung geht auf einen Vorschlag vom 31. März 2016 zurück. Nach der damaligen Begutachtung zog der damalige Justizminister Wolfgang Brandstetter jedoch den Gesetzesentwurf zurück.

„Entscheidend ist doch, dass im Rahmen der Begutachtung so vieles an Kritik geäußert wurde, in verschiedener Richtung, dass wir einfach zum Schluss kommen müssen: Das ist so wie es war offensichtlich nicht wirklich sinnvoll, also müssen wir uns etwas anderes überlegen - und das tun wir gerade.“

Am 30. Jänner 2017 hat dann die Bundesregierung Kern zwei neue Gesetzesänderungen in Begutachtung geschickt. Der Vorschlag des Bundestrojaners basierte dabei auf dem Vorschlag vom 31. März 2016. Nach den vielen kritischen Stellungnahmen in der Begutachtung wurde auch dieser Entwurf ad acta gelegt. Das Sicherheitspaket war ein Anliegen der ÖVP, wurde dann aber aufgrund des Widerstands des damaligen Koalitionspartners SPÖ nicht weiterverfolgt.
Die neue Bundesregierung Kurz I brachte dann basierend auf dem Entwurf der Regierung Kern am 20. April 2018 eine Regierungsvorlage in den Nationalrat ein. Die nun regierungsbeteiligte FPÖ hatte insbesondere den Bundestrojaner früher vehement abgelehnt, hatte dazu aber inzwischen eine andere Auffassung gewonnen.

### Kritik
Einerseits steht das Paket im Kontext der globalen Debatte zur Einschränkung von Bürgerrechten zugunsten von mehr Überwachung wegen der Terrorismusgefahr des 21. Jahrhunderts, andererseits aber auch der nötigen neuen Technologien zur Bekämpfung von Cyber-Kriminalität.
Schon von Anfang an stand das Gesetzesvorhaben unter großer Kritik. So initiierte zum Beispiel die NGO epicenter.works ihre Kampagne „überwachungspaket.at“ um gegen den Gesetzesvorschlag mobil zu machen. Auch Amnesty International startete eine Kampagne dagegen.
Zeitgleich zur Umsetzung durch die türkis-blaue Regierung trat die Affäre um das Bundesamt für Verfassungsschutz und Terrorismusbekämpfung (BVT) 2017/2018 hinzu, in der es ebenfalls um die innerstaatliche Kontrolle von Erfassungsdaten ging.
Im Februar 2019 reichten die SPÖ-Bundesräte eine Verfassungsbeschwerde gegen jene Teile des Sicherheitspaket ein, die die Rechtsgrundlage für den Einsatz eines Bundestrojaners bilden. Zugleich reichten auch die Nationalratsabgeordneten von SPÖ und NEOS gemeinsam eine Verfassungsbeschwerde gegen die im Sicherheitspaket festgelegte Kennzeichenerfassung ein. Zu der Zeit war auch gerade die analoge Regelung zur Kennzeichenüberwachung in Deutschland vom dortigen Bundesverfassungsgericht weiter eingeschränkt worden.